# Albumin

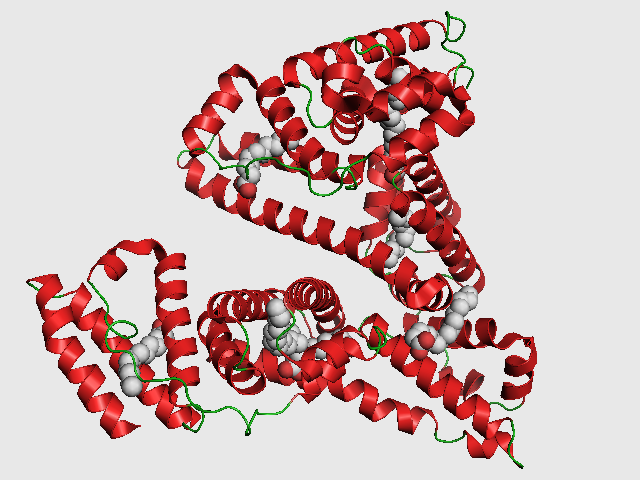
Albumin-fehérjeszerkezet (monomer)

Az albuminok a biokémiában használatos definíció szerint olyan vízoldékony fehérjék, amelyek az ammónium-szulfát félig telített oldatában még oldódnak, de annak telített oldatában már denaturálódnak és az oldatból kiválnak. Ebből következően az albuminok az oldékonyságuk alapján csoportba rendezett fehérjék gyűjtőneve.
A csoportba tartozó fehérjék aminosav-sorrendjük tekintetében egymástól különböznek, térkitöltésük megközelítőleg gömb alakú, és átlagos molekulaméretük ~70 kDa. Ismertebb képviselői: szérumalbumin, tejalbumin, tojásalbumin.
Az albumin név a latin albumen (tojásfehérje) szóból származik.

## Albuminok definíciójának eredete
Figyelembe véve a fajok milliós nagyságrendjét, valamint azt, hogy az egyes szervezetekben százezres nagyságrendben a fajra jellemző, egymástól eltérő fehérjék találhatók, csak elképzelni lehet a bioszféránkban előforduló fehérjeformák óriási számát és azok sokszínűségét. A biokémia – csakúgy, mint más tudományok – igyekszik tulajdonságaik alapján csoportokba rendszerezni a tudományterülethez tartozó molekulákat, esetünkben a fehérjéket. A fehérjék csoportosításának legfőbb nehézsége, hogy az élővilág fehérjéi ugyanazokból az aminosavból épülnek fel, és az eddigi fehérjeanalitikai vizsgálatok nem adnak támpontot arra vonatkozóan, hogy lehetséges-e bármilyen, a fehérjeszerkezeten alapuló rendszerezés. A szerkezeti alapon történő csoportosítás hiányában csak bizonyos önkényesen kiválasztott tulajdonság alapján lehet a fehérjéket rendszerezni. E rendszerezésnek szokásos szempontjai az oldékonyság, a funkció, az előfordulás, a molekulaforma (alak), vagy összetett fehérjéknél a nem aminosav komponens. A csoportosítás önkényes jellege miatt egyes fehérjék több csoportba is tartozhatnak.
A csoportosítás egyik – a biokémia kezdeti időszakába visszanyúló – szempontja a fehérjék oldékonyság alapján történő megkülönböztetése és szétválasztása. A biokémiának, mint önálló tudományterületnek a kialakulásakor (a 19. század végétől a 20. század első harmadáig) a kémiában használatos analitikai módszerek nem tették lehetővé, hogy a fehérjék tulajdonságait pontosan megismerjék. A fehérjék élettani szerepének megismeréséhez igényként jelentkezett azok szétválasztása, tisztítása. Olyan módszereket kellett keresni, amellyel a több száz komponenst tartalmazó fehérjekeverékeket többé-kevésbé szét lehetett egymástól választani. A „kisózás”, mint kézenfekvő, egyszerű és műszereket nem igénylő eljárás gyorsan elterjedt. A kezdeti időszakban elsősorban a könnyen hozzáférhető fehérjék összetételét vizsgálták, mint például a tejfehérjéket, a tojásfehérjét, vagy a vérszérum fehérjéit.

## Az albuminok kisózása
A vízoldékony fehérjék egyik tulajdonsága, hogy fehérjefajtától függően az oldatukból egy bizonyos sókoncentrációnál denaturálódnak, majd kiválnak az oldatból. A vízben oldott fehérjéket hidrátburok veszi körül, mely burok képes oldatban tartani a makromolekulákat. A hidrátburok csökkenése vagy annak elvesztése a fehérje azonnali denaturációját okozza. A fehérjék fajtától függően az oldatukban egy bizonyos sókoncentrációnál elvesztik a körülöttük kialakult hidrátburkot és az oldatból kiválnak. Mivel a különböző fehérjék a kisózás okozta dehidratációra eltérő mértékben érzékenyek, ez lehetőséget biztosít azok szétválasztására. Az így kicsapott és elválasztott fehérjék azonban nem egységesek, számtalan, különböző szerkezetű fehérje keverékéből állnak.
A több mint 100 évvel ezelőtti, a szakirodalomban elfogadott megállapodás alapján azokat a vízben és híg sóoldatban oldódó fehérjéket, amelyek az ammónium-szulfát ((NH4)2SO4) telített oldatával kicsaphatók, albuminoknak nevezzük. Megjegyzendő, hogy a félig telített ammónium-szulfát oldatával kicsapható fehérjéket globulinoknak említi a biokémia szakirodalma. A fehérjék kisózásos denaturálását elvileg bármelyen sóval (NaCl, KCl, NaSO4 stb.) el lehet végezni. Az albuminok definíciójában szereplő ammónium-szulfát azért kapta ezt a kiemelt szerepet, mert vízoldékonysága rendkívül jó. Száz gramm 0 °C-os vízben 134 g (NH4)2SO4 oldható fel, amely így telített oldatot képez. Ebből következően a 0 °C közeli hőmérsékletű fehérjeoldat 100 grammjából (~100 ml) 134 g ammónium-szulfát hozzáadásával denaturálható és így kicsapható fehérjekeveréket nevezzük albuminoknak. Ezt a koncentrációt például NaCl-dal nem lehet elérni. Gyakorlati szempontból fontos, hogy a kisózás hideg (0–4 °C) oldatban történjen. A fehérjekeverékek ugyanis rendszerint tartalmaznak fehérjéket lebontó, úgynevezett proteázokat (fehérjebontó enzimeket), amelyek hideg oldatban nem aktívak, de a hőmérséklet emelkedésével aktiválódnak és a szétválasztásra kerülő fehérjéket rövidebb darabokra hasítják. Technikailag az albuminok leválasztását olvadó jégben hűtött edényben végzik.

## Szérumalbumin
Az emberi vérplazma fehérjetartalma 60-80 g/liter. A kezdeti kisózásos fehérjefrakcionálási eljárással bizonyítottá vált, hogy ennek a mennyiségnek nagyobbik hányada albumin típusú fehérje. A korszerűbb és jobb felbontást eredményező elektroforézises technikákkal sikerült bizonyítani, hogy a vérplazma hat fő fehérjefrakciót tartalmaz és ezek egyike – a teljes fehérjetartalom több mint felét kitevő – albumin frakció. További fehérjeanalitikai eljárások eredményeiből az is világossá vált, hogy a vérplazma albuminfrakciója homogén fehérjékből áll, vagyis e fehérjék azonos aminosav-összetétellel és -sorrenddel bírnak. A humán genom vizsgálataiból az is kiderült, hogy az emberi DNS egyetlen szérumalbumin gént tartalmaz. Mindezen okok alapján a vérplazmában található homogén albumint a szakirodalom megkülönböztetésként szérumalbumin elnevezéssel jelöli.

## A tej albuminjai
A tej jelentős fehérjeforrásunk, amelynek döntő hányada (~90%) kazein fehérje. A kazein mellett más fehérjék is találhatók az anyatejben csakúgy, mint a tehéntejben. Ez utóbbi fehérjefrakciónak egy része albumin, amit alfa-laktalbumin elnevezéssel említ a szakirodalom. A laktalbumin nem homogén fehérje, hanem több, különböző méretű és szerkezetű fehérjemolekula keveréke. A tej kis mennyiségben (<1%) tartalmaz szérumalbumint is.

## Felhasználása
Az állati vérből előállított albuminból ragasztó, véralbuminenyv készíthető.
A régebbi fotóeljárásokban gyakran használt anyag volt. Kötőanyagként alkalmazták például a tojásalbuminos albuminpapír (régies nevén fehérnyepapír), a növényi albuminos alboidinpapír és a tejalbuminos kazoidinpapír készítésénél.
Kromátkolloidos eljárásként, bikromátokkal érzékenyítve fényérzékeny anyagot kapunk, melyet ofszetmásolásnál, sokszorosítógrafikai módszereknél, fényképezésben használt nemeseljárásoknál és fotomechanikai sokszorosítóeljárásoknál alkalmaztak.